# Maillas
Maillas é uma comuna francesa na região administrativa da Nova Aquitânia, no departamento Landes. Estende-se por uma área de 61 km². Em 2010 a comuna tinha 132 habitantes (densidade: 2,2 hab./km²).